# Hajnt

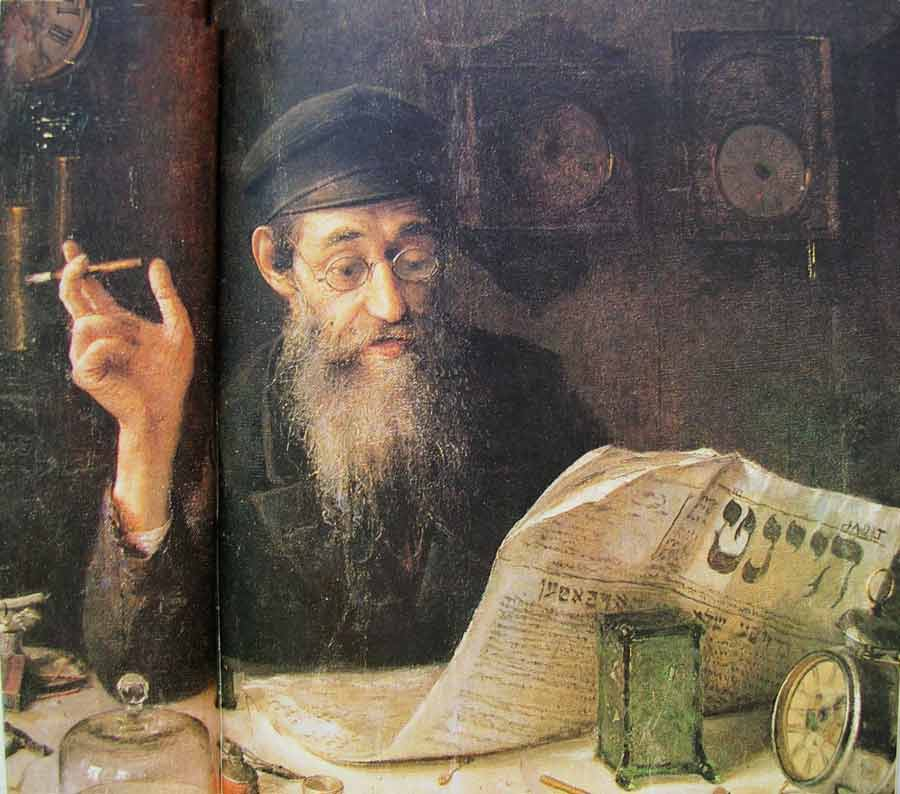
Jehuda Pen, Uhrmacher, 1914, liest den Haynt.

Hajnt (auch Haynt; Original הײַנט) war die wichtigste jiddische Tageszeitung in Polen. Sie erschien in Warschau von 1906 bis 1939.

## Geschichte

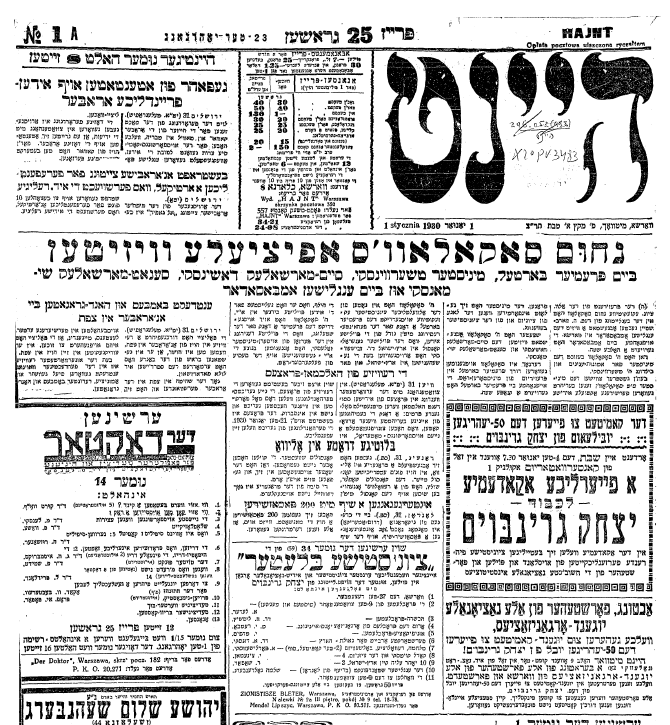
Hajnt, Titelseite vom 17. Januar 1915

Die Zeitung erschien erstmals 1906 unter dem Namen Jiddisches Tagblat in Warschau. Im Januar 1908 änderte sie den Namen zu Hajnt. Der erste Herausgeber war der zionistische Publizist Samuel Jazkan (Jackan).
Die Tageszeitung wurde sechsmal wöchentlich herausgegeben. Berichtet wurde über politische Ereignisse, über Wirtschaft, Kultur, Lokales und vieles mehr. Besonders beliebt waren die Fortsetzungsromane. Diese waren oft leichte Unterhaltungsliteratur (Shundromanen), teilweise als Übertragungen fremdsprachiger Texte in ein jüdisches Umfeld.
Die Zeitung bemühte sich in dieser Zeit, ein breites Spektrum der jüdischen Bevölkerung anzusprechen. Sie entwickelte sich bald zur verbreitetsten jüdischen Tageszeitung in Russisch-Polen.
Ab 1915 erschien sie zeitweise nur im verringerten Umfang. Ab 1920 wurde die Zeitung im neuen polnischen Staat zunächst schärfer kontrolliert und zensiert. Deshalb erschien sie zeitweise als Najer Hajnt oder Der Tog. Ab 1925 konnte sie wieder unter ihrem bewährten Namen Hajnt erscheinen. In dieser Zeit nahm sie eine stärker zionistische Ausrichtung an.
Im Januar 1939 erschien die letzte Ausgabe.
Die Zeitung ist in hebräischer Schrift geschrieben, Die polnische Schreibweise ist Hajnt, die englische Haynt. Übersetzt bedeutet der Titel Heute oder Gegenwart.

## Mitarbeiter
Chefredakteure
Der erste Chefredakteur war der zionistische Publizist Samuel Jazkan (Jackan), der letzte Chaim Finkelstein veröffentlichte ein Buch über die Geschichte der Zeitung.
Autoren
Im Hajnt veröffentlichten viele Schriftsteller literarische Texte, darunter Scholem Alejchem, Scholem Asch, Itzig Manger und Schemarja Gorelik.
Zu den Journalisten gehörte Ezriel Carlebach.